# Forspoken
Forspoken é um jogo eletrônico de RPG de ação desenvolvido pela Luminous Productions e publicado pela Square Enix. Foi lançado em 24 de janeiro de 2023 para Microsoft Windows e PlayStation 5.

## Jogabilidade
De acordo com o diretor Takeshi Aramaki, a jogabilidade de Forspoken será focada na velocidade e fluidez de travessia de terreno. A Square Enix também descreveu o jogo como uma "aventura baseada em narrativas". A personagem está ambientada em um formato de jogo de mundo aberto, onde os jogadores podem viajar para qualquer lugar a qualquer momento.

## Sinopse

### Mundo e personagens
A protagonista, Frey Holland (Ella Balinska), é uma jovem que é transportada de Nova Iorque para o mundo de fantasia de Athia e usa poderes mágicos para viajar por ele e sobreviver a fim de encontrar o caminho de casa. Athia está sob o domínio tirânico dos Tantas, que inclui Tanta Sila (Janina Gavankar), a "Tanta da Força", e Tanta Prave (Pollyanna McIntosh), a "Tanta da Justiça". Outros personagens incluem o bracelete sensível de Frey, Cuff (Jonathan Cake), a arquivista Johedy (Keala Settle), e Auden (Monica Barbaro).

## Desenvolvimento
No início do desenvolvimento, o jogo era conhecido sob o título Project Athia. Ele está sendo desenvolvido para aproveitar as vantagens dos recursos gráficos do PlayStation 5. As tecnologias apresentadas no jogo incluem traçado de raios (ray tracing) para efeitos de iluminação aprimorados e geração procedural para a criação de locais em grande escala.
A equipe de escritores do jogo inclui Gary Whitta (que também atua como líder da equipe de história), Amy Hennig, Allison Rymer e Todd Stashwick. Bear McCreary e Garry Schyman estão compondo a sua trilha sonora. O jogo será um exclusivo de console para o PlayStation 5 por dois anos. Balinska comentou que ela imediatamente se conectou com a personagem Frey.